# Протерий Александрийский
Проте́рий (греч. Προτέριος Αλεξανδρείας) — архиепископ Александрии (ноябрь 451 / пр другим источникам с весны 453 — 28 марта 457). Канонизирован в лике священномученика — 28 февраля (12 марта) в високосный год или 28 февраля (13 марта) в невисокосные годы.

## Биография
Из пресвитеров города Александрии. Скорее всего, был настоятелем храма святого Кирина. Как и Тимофей Элур (клирик кафедрального собора столицы), был учеником Кирилла Александрийского. После осуждения архиепископа Александрийского Диоскора I на Халкедонском (IV Вселенском) Соборе в 451 году занял сторону Халкидонского собора.
Митрополиты областей Египта отбыли на Собор в Халкидон, а Протерий и Тимофей Элур остались на своих местах в городе. И вот в город долетает информация об осуждении Диоскора. Пока что это именно слухи, поскольку Собор ещё не завершён, а потому нет официальных документов. Но слухи достоверные из официальных источников! В городе начинается волнение. Несмотря на ретивый характер Диоскора, он имел большой авторитет благодаря своему дяде — Кириллу. И в народе, и в клире происходят разделения на сторонников Диоскора (большинство) и сторонников Халкидона (меньшинство, но довольно влиятельное — в основном имперские чиновники, интеллигенция).
Когда Халкидонский собор подходил к концу и настало время делегатам собора ставить свои подписи, египетские епископы отказались. Вот как об этом рассказывает Евагрий Схоластик: «Тогда приступили к чтению, прошений, представленных царю Маркиану епископами египетского округа. В них между прочим содержалось следующее: мы мыслим так же, как изложили веру триста восемнадцать отцов, собиравшихся в Никее, как изложили её и блаженный Афанасий, и священной памяти Кирилл, анафематствуя всякую ересь, и Ария, и Евномия, и Манеса, и Нестория, и ересь тех, которые говорят, что плоть Господа нашего заимствована с неба, а не от святой Богородицы и Приснодевы Марии, по подобию всех нас, кроме греха. При этом все, присутствовавшие на Соборе, воскликнули: почему же они не анафематствовали учения Евтихия? Пусть подпишутся под посланием Льва, анафематствуя Евтихия и его учение; пусть согласятся с посланием Льва; они хотят посмеяться над нами и уйти. Но египетские епископы отвечали, что в Египте много епископов и что они не могут говорить от лица всех, а потому просили Собор подождать их архиепископа, которого мнению, как это в обычае, им надлежало бы следовать; ибо если они сделают что-нибудь прежде, чем избран будет для них предстоятель, против них восстанут епископы всей египетской области. После продолжительных просьб их об этом и после весьма сильных возражений со стороны Собора, решено было дать египетским епископам отсрочку до тех пор, пока будет рукоположен им архиепископ».
Именно в этой ситуации в самой Александрии силами сторонников Халкидона должен быть выбран преемник осужденному Диоскору. Очевидно ведь, что сторонники Диоскора не примут участия в этом процессе, скорее наоборот — будут ему всячески препятствовать. Поэтому и избрание должно пройти втайне. А это значит, что собрание, ан котором произойдет избрание и рукоположение, не может быть многочисленным. Иначе но привлечет ненужное внимание. Известно, что Протерий все свое недолгое архиепископство служил в храме св. Кирина, но не в кафедральном соборе. В кафедральном соборе служил пресвитер Тимофей Элур, не признавший поставления Протерия. Скорее всего, Протерий был пресвитером храма св. Кирина — оного из городских храмов. И скорее всего, именно тут — силами местного клира — он был и избран. Разумеется, рукополагали его епископы, но сколько их там было? — Очевидно, что съезд большого количества епископов привлек бы к себе внимание. Так же очевидно, что оставшиеся в Египте епископы ожидали возвращения с Халкидона своих митрополитов, а потому — даже если были противниками Дисокора — не посмели бы участвовать в каком-то соборе без своих глав. Болотов высказывается так по этому вопросу: «При избрании преемника Диоскору, в самой Александрии видимо встретились затруднения, так что Протерий был избран по истечении довольно продолжительных проволочек (в конце 452 или начале 453 г.). Но положение его было очень непрочно: он держался в Александрии только благодаря солдатам, присланным из Константинополя». То есть мы даже не знаем точно год избрания Протерия, так же непонятно, каким образом он из Александрии доставил свою подпись к Актам Халкидона.
Нового Патриарха поддержали всего 4 египетских епископа, оказалось возможным лишь при поддержке присланных из Константинополя войск, и держался он на престоле только при помощи военной силы. По вступлении на престол Протерий направил папе Льву исповедание веры и получил в ответ ободряющее послание. Патриарх созвал в Александрии Собор, на котором был осуждён священник Тимофей Элур, один из видных последователей Диоскора, имевший много сторонников, особенно среди монашества. Всё время своего недолгого архиерейства он служил в обычной приходской церкви святого Кирина и не признавался большинством египетского христианского населения в качестве архиепископа. Большинство монастырей (если не все) не приняли решений Халкидонского собора. Такие центры монашества, как Нитрия, Скит и Келии до самой смерти Диоскора (455) признавали его своим архиепископом.
Смерть императора Маркиана (457) позволила Тимофею Элуру добиться успеха: 2 епископа, Евсевий Пелусийский и Петр Майюмский, рукоположили его во архиепископа Александрийского. Разъяренная толпа растерзала Протерия во время службы в баптистерии храма святого Кирина; его тело было предано огню.
Но лишь в Египте узнали о смерти инициатора и покровителя Халкидонского Собора — императора Маркиана (между 26 января — 7 февраля 457 г.), как против Протерия поднялось восстание. Монофизиты поставили себе патриархом Тимофея Элура, а Протерия 28 марта, в Великий Четверг (то есть за 3 дня до Пасхи), убили. Он и шесть его клириков умерли от многочисленных ран в баптистерии. С криками: «Посмотрите на Протерия!» его труп был протащен на верёвке через центральную площадь и весь город, а затем сожжён.

## Память
Он почитается как святой Православной и Католической церковью. Он не признан папой коптами, которые вместо этого признают Диоскора и Тимофея законными папами в течение этого времени.